# Конкудера
Конкудера (Конкудери, Большая Конкудери) — река в Иркутской области России, правый приток Мамы.

## География
Берёт начало на севере Делюн-Уранского хребта, в горных озёрах и ледниках, на высоте около 1495 метров над уровнем моря. В верховье называется Большая Конкудери. Протекает по Северо-Байкальскому нагорью, где на 43 километре от устья соединяется с Малой Конкудери и с этого места называется Конкудери. У поселка Конкудери (сейчас нежилой) впадает в реку Мама. Высота устья — 318 метров над уровнем моря.
Река извилиста. Длина реки — 153 км, площадь водосборного бассейна — 4920 км². Среднегодовой расход воды — 110 м³/с.
| Средний расход воды (м³/с) реки по месяцам с 1955 по 1990 гг. (замеры производились на гидрологическом посту в 0,7 км от устья) |

## Притоки
Объекты перечислены по порядку от устья к истоку.
- 22 км: Якса[3] (пр)
- 29 км: Русская Речка[3] (пр)
- 42 км: Саха-Урэге[3] (пр)
- 43 км: Малая Кункудери[3] (пр)
- 66 км: Якса[9] (лв)
- 74 км: Девчаин[9] (лв)
- 81 км: Амудиса[9] (лв)
- 84 км: Озёрный[9] (лв)
- 92 км: Порожистая[9] (пр)
- 98 км: Наледный[9] (лв)
- 103 км: Холодный[9] (пр)
- 108 км: Илян-Бира[4] (лв)
- 114 км: река без названия[4] (пр)
- 118 км: Кадря[4] (лв)
- 125 км: Звериный[4] (пр)
- 134 км: Стланиковый][4] (пр)